# Im Kongo
Im Kongo ist ein Roman des Schweizer Schriftstellers Urs Widmer, erschienen erstmals 1996 im Diogenes Verlag.

## Inhalt
Der Roman Im Kongo erzählt die Geschichte des Altenpflegers Kuno, welcher von den Geheimdienstabenteuern seines zuvor als langweilig betrachteten Vaters erfährt. Sein Vater wird wegen eines Vorfalls mit einer Schusswaffe in das Altenheim verlegt, in dem Kuno als Pfleger arbeitet. Gemeinsam mit Herrn Berger, den er hier nach über fünfzig Jahren wiedertrifft, erzählt der alte Mann von seiner Tätigkeit im Schweizer Geheimdienst während des Zweiten Weltkriegs. Berger, der für eine Optikfirma Linsen an die deutsche Wehrmacht lieferte, berichtet von seiner Begegnung mit Adolf Hitler in Obersalzberg und wie ihn der Diktator persönlich aus der Gewalt der Gestapo rettete.
Kuno erinnert sich an seine Kindheit zurück und an Willy, seinen besten Freund, der ihm seine einzige Liebe (Sophie) weggeschnappt hat und mit ihr in den Kongo verreiste, um eine Brauerei zu verwalten. Nun wird er von Anselm Schmirhahn, dem Eigentümer dieser Brauerei gebeten, in den Kongo zu reisen, um den vermisst geglaubten Willy zu finden, denn Herr Anselm hat schon seit längerem kein Geld mehr aus dem Kongo erhalten.
Kurzerhand nimmt Kuno den Auftrag an und begibt sich von Kinshasa, der Hauptstadt des ehemaligen Zaire, aus auf eine Schiffsreise nach Kisangani, eine Stadt an den Boyomafällen. Dort besucht er die Räumlichkeiten der Brauerei und trifft auf die verweinte Saba, die vorgibt, die Tochter von Willy und Sophie zu sein. Kuno kann es nicht glauben, weil ihre Haut schwarz wie Ebenholz ist. Saba führt den Ankömmling in das Haus. Dort trifft er auf eine dunkelhäutige Frau, die behauptet, Sophie zu sein. Der Altenpfleger schläft mit ihr, als ein dämonenartig verkleideter Mann den Raum betritt. Es ist Willy. An den Wänden hängen alte Fotografien aus ihren Jugendtagen und Kuno erkennt sich selbst auf Abbildungen wieder. Willy und Sophie erzählen Episoden aus jener Zeit, die nur sie in allen Einzelheiten kennen können. Sie singen Schweizer Lieder, reden perfekt Schwyzerdütsch und wissen über alles Bescheid. Kuno befürchtet, einem Mordkomplott zum Opfer zu fallen. Er behauptet, die Doppelgänger hätten den echten Willy und die echte Sophie ermordet und sich dann als diese ausgegeben, um auf ihn zu warten und ihn ebenfalls zu ermorden. Darauf berichten die beiden, nach ihrer Ankunft in den 1960er-Jahren über Nacht schwarz geworden zu sein.
Willy lädt Kuno ein, ihn als Groß-Wesir bei einem Treffen der Stammeshäuptlinge im Dschungel zu begleiten. Sie reisen zusammen mit Brauereiangestellten, die wie sie verkleidet auftreten, auf Kanus den Kongo hinunter. Das Treffen beinhaltet ekstatische Tänze, Folklore und ausufernde Gelage. Kuno bestaunt mit Bedacht den grossen Stammeshäuptling, der am prunkvollsten gekleidet ist. Unterdessen nützt Willy das Treffen, um sich über Geschäftsbeziehungen zu unterhalten. Als Kuno heimlich einen Gefangenen befreit, begegnet er dem grossen Stammeshäuptling, der Erbarmen mit ihm hat und ihm aus Sympathie für Notfälle seine Nummer gibt. Am Morgen kehren sie mit Autos und Bussen nach Kisangani zurück. Kuno wird von Willy beauftragt, Anselm Schmirhahn ein Schriftstück zu überreichen und ihn beim Unterschreiben auszutricksen, damit der Alte es vorher nicht lesen kann. Kuno fliegt daraufhin von Kisangani nach Kinshasa und von dort zurück nach Zürich. Während des Fluges bemerkt er mit einem Mal, ebenfalls schwarz geworden zu sein. Darüber hinaus ist er im Besitz eines Reisepasses von Zaire.
In Zürich angekommen trifft Kuno sich mit Anselm, der ihn nicht wiedererkennt, und überreicht diesem Willys Brief. Der Brauereibesitzer unterschreibt das Schriftstück, weil er glaubt, Kunos Spesenabrechnung vor sich zu haben. Erst danach liest er das Schreiben durch und fällt tot zu Boden. Es war sein eigenes Testament, in welchem er Willy seinen gesamten Besitz und Kuno die Brauerei in Kisangani vermacht. Kuno besucht im Altenheim seinen Vater, der im Sterben liegt und seinen Sohn zuerst nicht erkennt. Er schläft mit der Stationsschwester Anne, die eine grosse Leidenschaft für Afrika hegt, und beerdigt seinen Vater hinter dessen altem Haus in Witikon. Daraufhin fliegen Anne und Kuno nach Kinshasa zurück.
Sie werden bereits von Willy und Sophie erwartet, die sich auf eine Flucht vorbereiten. Willy erzählt Kuno, der große Stammeshäuptling plane, die Brauerei, die auf dessen Stammesgebiet stehe, gewaltsam zu übernehmen. Der ehemalige Altenpfleger und Anne betrinken sich, wobei die Frau sich schwarz verfärbt. Plötzlich greifen feindliche Truppen an und Kuno ruft nach einer Nacht bitterster Kämpfe den großen Häuptling unter dessen Geheimnummer an. Dieser entpuppt sich als Mobutu. Er stoppt sofort sämtliche Kampfhandlungen, da er Kuno beim Treffen der Häuptlinge, im Gegensatz zu Willy, sympathisch fand. Es herrscht fortan Frieden und Kuno gelingt es, sein Bierimperium auszuweiten und sogar einige Sorten zu exportieren. Anne und Kuno leben fortan im Dschungel und genießen ihr neues Lebensglück.

## Kritik
Der Tages-Anzeiger wertete: „Ein Dickicht an Geschichten, zauberhaften Episoden, unerhörten Begebenheiten, eine grotesker als die andere, jede für sich beinahe ein eigenes kleines Buch wert, Kongo – da wird jeder zum ›Herz der Finsternis‹ greifen und noch einmal Conrads Kongo-Tagebuch vergleichend lesen. Vielleicht ist Urs Widmer in seiner ganzen grenzenlosen Fabulierlust noch nie so weit gegangen wie hier.“
In der Frankfurter Allgemeine Zeitung schrieb Walter Hinck: „Es wimmelt im Roman von Überraschungscoups, auch Märchenwunder fehlen nicht (im Kongo färbt sich über Nacht die Haut der Freunde und ihrer Frauen schwarz) – aber es schleicht sich auch Leerlauf mit ein.“

## Ausgaben
- Im Kongo, Diogenes, ISBN 978-3-257-23010-9.
- Im Kongo, mit Illustrationen von Tina Good, Büchergilde Gutenberg, ISBN 3-7632-5410-2; ISBN 3-7632-5411-0.

## Sekundärliteratur
- Peter Arnds: Into the Heart of Darkness: Switzerland, Hitler, Mobutu, and Joseph Conrad in Urs Widmer's Novel 'Im Kongo'. In: The German Quarterly 71:4, 1998, S. 329–342.
- Hans Carl Finsen: Die Poetik des Waldes in Urs Widmers "Im Kongo": Eine Untersuchung zum Performanzcharakter der narrativen Textsorte. In: Text & Kontext: Jahrbuch für germanistische Literaturforschung in Skandinavien, Band 30, Kopenhagen 2008, S. 51–70.
- Tim Grünewald: "In den Kongo, wo die Schwarzen am schwärzesten sind": Colonial Discourse in Urs Widmer's "Im Kongo". In: Focus on German Studies 12, 2005, S. 117–134.
- Jonny Johnston: Reisen ins Herz der Finsternis: zur Intertextualität als transkulturelles Medium in Urs Widmers 'Im Kongo'. In: Vesna Kondrič Horvat (Hrsg.): Transkulturalität der Deutschschweizer Literatur: Entgrenzung durch Kulturtransfer und Migration. Metzler, Wiesbaden 2017, S. 85–94.
- Sonja Lehner: Eine postkoloniale Reise in das Herz der Finsternis: Urs Widmers Roman 'Im Kongo'. In: Arne Eppers und Hans-Peter Klemme (Hrsg.): Perspektiven einer anderen Moderne. Revonnah, Hannover 2003, S. 179–192.
- John K. Noyes: Geschichte im Wald, Geschichte im Fluss: Urs Widmers 'Im Kongo' als Anti-Entdeckungsroman. In: Hansjörg Bay und Wolfgang Struck (Hrsg.): Literarische Entdeckungsreisen: Vorfahren – Nachfahrten – Revisionen. Böhlau, Köln 2012, S. 173–188.
- Eszter Pabis: "Ich unternahm Forschungsreisen ins Innere meiner Ängste und kam mit Kamelladungen voll Erfundenem zurück": Reisen, Erzählen und Fremderfahrungen in Urs Widmers "Im Kongo" In: Interdisziplinarität in der Germanistik. Typographeo Universitatis, Miskolc 2010, 405-418.
- Hilda Schauer: Das Fremde im Eigenen: Urs Widmers Roman 'Im Kongo' (1996). In: János-Szatmári Szabolcs (Hrsg.): Begegnungsräume von Sprachen und Literaturen: Studien aus dem Bereich der Germanistik. Partium Verlag, Klausenburg 2010, S. 37–53.
- Martin Windisch: Rites of Memory: Urs Widmer's "Im Kongo". In: Walter Gobel, Hans Ulrich Seeber und Martin Windisch (Hrsg.): Conrad: Eastern and Western Perspectives, Band 16 (Conrad in Germany). Boulder, Colorado 2007, S. 83–103.